# Défenseur du peuple (Espagne)
Pour les articles homonymes, voir Défenseur du peuple.
Le défenseur du peuple (Defensor del Pueblo) est l’ombudsman espagnol. Il a été institué en 1982. Il est membre de la Fédération ibéroaméricaine de l'ombudsman. Sa mission principale est de protéger et défendre les droits et libertés des citoyens espagnols par rapport aux abus que pourrait commettre l'administration de l'état. Il a également pour mission de superviser et coordonner les activités des défenseurs du peuple institués par les communautés autonomes. En effet la plupart des communautés autonomes d'Espagne ont institué des "défenseur du peuple" dans le cadre du territoire qu'elles administrent.

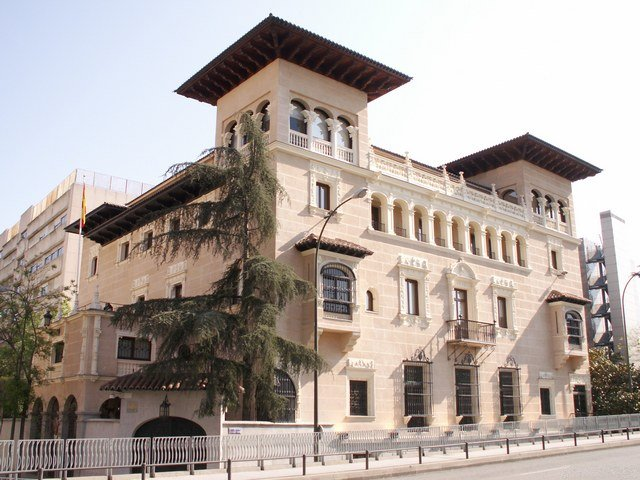
Palais des marquis de Bermejilla del Rey, à Madrid : siège du défenseur du peuple espagnol.

## Liste des défenseurs du peuple espagnol
| Titulaire                                                                                                 | Début      | Fin         | 1er adjoint                                    | 2d adjoint                                   |
| --- | ---------- | ----------- | ---------------------------------------------- | -------------------------------------------- |
| Joaquín Ruiz-Giménez                                                                                      | 30/12/1982 | 30/12/1987  | Álvaro Gil-Robles                              | Margarita Retuerto                           |
| Álvaro Gil-Robles                                                                                         | 16/03/1988 | 16/03/1993  | Margarita Retuerto                             | Soledad Mestre                               |
| Fernando Álvarez de Miranda                                                                               | 01/12/1994 | 01/12/1999  | Margarita Retuerto Antonio Rovira (23/10/1996) | Antonio Rovira Antonio Uribarri (23/10/1996) |
| Enrique Múgica                                                                                            | 15/06/2000 | 15/06/2005  | Luisa Cava de Llano                            | Manuel Ángel Aguilar Belda                   |
| Enrique Múgica                                                                                            | 30/06/2005 | 30/06/2010  | Luisa Cava de Llano                            | Manuel Ángel Aguilar Belda                   |
| Soledad Becerril                                                                                          | 21/07/2012 | 21/07/2017  | Francisco Fernández Marugán                    | Concepció Ferrer                             |
| Ángel Gabilondo                                                                                           | 18/11/2021 | En fonction | Teresa Jiménez-Becerril                        | Patricia Bárcena                             |
| Durant l'intervalle entre deux mandats, les adjoints assurent l'intérim dans l'ordre de leur désignation. |            |             |                                                |                                              |

## Les défenseurs du peuple dans les communautés autonomes
- - Ararteko [1] (Communauté autonome du Pays basque)
  - Defensor del Pueblo Andaluz[2] (Andalousie)
  - Defensor del Pueblo de Navarra[3] (Communauté forale de Navarre)
  - Diputado del Común[4] (Îles Canaries)
  - El Justicia de Aragón[5] (Communauté autonome d'Aragon)
  - Procurador del Común[6] (Castille-et-León)
  - Defensor del Pueblo de Castilla-La Mancha[7] (Castille-La Manche)
  - Procurador General del Principado de Asturias[8] (Principauté des Asturies)
  - Síndic de Greuges de Catalunya[9] (Catalogne)
  - Síndic de Greuges de la Comunitat Valenciana[10] (Communauté valencienne)
  - Valedor do Pobo[11] (Galice)